# Jean Chabbert
Jean-Berchmans-Marcel-Yves-Marie-Bernard Chabbert OFM (ur. 31 grudnia 1920 w Castres, zm. 20 września 2016) – francuski duchowny katolicki posługujący we Francji i Maroku, arcybiskup Rabatu 1967-1982 i Perpignan-Elne 1982-1996.

## Życiorys
Święcenia kapłańskie otrzymał 29 czerwca 1947.
13 kwietnia 1967 papież Paweł VI mianował go arcybiskupem koadiutorem Rabatu ze stolicą tytularną Quaestoriana. 7 lipca tego samego roku z rąk arcybiskupa Louisa Guyota przyjął sakrę biskupią. 15 stycznia 1968 objął obowiązki arcybiskupa. 17 lipca 1982 przeniesiony do diecezji Perpignan-Elne we Francji, gdzie objął obowiązki biskupa diecezjalnego z zachowaniem osobistego tytułu arcybiskupa. 16 stycznia 1996 ze względu na wiek na ręce papieża Jana Pawła II złożył rezygnację z zajmowanej funkcji.
Zmarł 20 września 2016.